# マーク・クラッテンバーグ
マーク・クラッテンバーグ（Mark Clattenburg、1975年3月13日 - ）は、イングランド・ダラム出身のプレミアリーグおよびFIFAのサッカー審判員。ダラム・カウンティ・フットボール・アソシエーションに所属している。
2012年のフットボールリーグカップ決勝や同年のオリンピック男子サッカー決勝、2013年のFAコミュニティ・シールドのほか、
2014年8月12日に行われたUEFAスーパーカップの主審を務めるなど豊富な経験を持つ。

## 経歴
2004年にセレクト・グループ・レフェリー、プレミアリーグの主審に昇格した。
2006年にイングランドの当時史上最年少となるの30歳でFIFAレフェリー、国際審判員となった。
2016年に世界最優秀審判賞(en:Globe Soccer Awards)を初受賞
。
2017年2月16日、プレミアリーグでの審判職を近日中に辞任し、サウジアラビアに移籍することがプレミアリーグより発表された。サウジアラビアでは審判員のパフォーマンス向上の職務やサウジ・プロフェッショナルリーグの主審に就く。

## 話題となった判定
- 後述の人種差別発言疑惑のあったマンチェスター・ユナイテッドFC対チェルシーFC戦では判定についてもユナイテッドのハビエル・エルナンデスのゴールはオフサイドではないかなど疑問を呈する声があった[5]。
- 2017年2月11日のアーセナルFC対ハル・シティAFCの前半34分のアレクシス・サンチェスの先制ゴールは手でボールに触れているようにも見えたが、ゴールを認めた。判定は覆らなかったが、ハーフタイム終了後にハル・シティの選手に謝罪した[6]。

## 逸話

### 人種差別発言疑惑
2012年10月28日に行われたマンチェスター・ユナイテッドFC対チェルシーFC戦にてクラッテンバーグは主審を務めたが、その試合で不適切な発言があったとしてチェルシーFCは公式にプレミアリーグへ抗議を行った。その抗議では対象者の名前は明らかになっていなかったが、ジョン・オビ・ミケルとフアン・マヌエル・マタへの発言であったという。
ロンドン警視庁が捜査を開始したものの、被害者の名乗り出もなく、証拠がないとして捜査は打ち切られた。
疑惑がもたれてからピッチに立てずにいたが2012年11月25日のトッテナム・ホットスパーFC対ノリッジ・シティFC戦で第4審判として現場に復帰し、同28日のサウサンプトンFC対ノリッジ・シティFC戦にて主審に復帰した。
なお逆に当のミケルはクラッテンバーグに対して不適切な発言を行ったとして、
3試合の出場停止処分と6万ポンド（当時のレートで約800万円）の罰金処分を受けた。

### カード不携帯
2013年4月13日のレディングFC対リヴァプール戦の後半、
レディングのダニー・ガスリーが手を使ってリバプールのダニエル・スターリッジを止めたとしてイエローカードを提示しようとポケットに手を伸ばしたが、カードを持っていなかった。しかしすぐに第4の審判からカードを借りて提示した。

### 規則違反
2014年10月25日に行われたウェスト・ブロムウィッチ・アルビオンFC対クリスタル・パレスFC戦の終了後に一人で自家用車を利用し、さらにクリスタル・パレスのニール・ウォーノック監督と試合後に判定について電話会談に及んだという。
プレミアリーグの規則では主審と副審は一緒に行き来しなければならず、単独でチーム関係者と話をしてはならない。
。

## 主審を務めた主要な試合
- EFLカップ2011-2012（英語版）決勝
- ロンドンオリンピック男子決勝
- 2013年FAコミュニティ・シールド
- 2014 UEFAスーパーカップ
- FAカップ2015-2016決勝
- UEFAチャンピオンズリーグ 2015-16 決勝
- UEFA EURO 2016決勝

## 統計
| シーズン | 試合 | 全  | 平均 | 全 | 平均 |
| -------- | ---- | --- | ---- | -- | ---- |
| 2000-01  | 24   | 67  | 2.79 | 4  | 0.17 |
| 2001-02  | 33   | 103 | 3.12 | 6  | 0.18 |
| 2002–03  | 35   | 135 | 3.86 | 8  | 0.23 |
| 2003–04  | 34   | 104 | 3.06 | 2  | 0.06 |
| 2004–05  | 28   | 83  | 2.96 | 5  | 0.18 |
| 2005–06  | 24   | 81  | 3.38 | 4  | 0.17 |
| 2006–07  | 42   | 166 | 3.95 | 3  | 0.07 |
| 2007–08  | 39   | 124 | 3.18 | 10 | 0.26 |
| 2008–09  | 2    | 0   | 0.00 | 0  | 0.00 |
| 2009–10  | 42   | 105 | 2.50 | 5  | 0.12 |
| 2010–11  | 40   | 123 | 3.08 | 7  | 0.18 |
| 2011–12  | 36   | 115 | 3.19 | 8  | 0.22 |
| 2012–13  | 36   | 104 | 2.89 | 6  | 0.17 |
| 2013–14  | 42   | 145 | 3.45 | 6  | 0.13 |
| 2014–15  | 47   | 172 | 3.66 | 5  | 0.11 |
| 2015–16  | 46   | 162 | 3.52 | 7  | 0.15 |
| 2016–17  | 26   | 90  | 3.45 | 4  | 0.15 |

全コンペティションの統計を用いています。2000/01以前のデータはありません。